# Hechmi Hamdi
Ne doit pas être confondu avec Mohamed Hamdi ou Mongi Hamdi.
Hechmi Hamdi (arabe : محمد الهاشمي الحامدي), de son nom complet Mohamed Hechmi Hamdi, né le 28 mars 1964 à Sidi Bouzid, est un homme d'affaires et homme politique tuniso-britannique installé à Londres.
Il est le président de la chaîne de télévision par satellite Al Mustaquilla. Il est aussi le dirigeant de la Pétition populaire pour la liberté, la justice et le développement (Al Aridha Chaabia), devenue le Courant de l'amour, et le secrétaire général du Parti des conservateurs progressistes.

## Biographie
Originaire du gouvernorat de Sidi Bouzid, il étudie la langue et la littérature arabe à l'université de Tunis dont il sort diplômé en 1985. Il poursuit un programme de master en littérature et histoire arabe ainsi qu'en études islamiques contemporaines à l'université de Londres, qu'il achève en 1990. Dans le même établissement, il obtient un doctorat en études islamiques contemporaines en 1996 à la School of Oriental and African Studies. Après avoir écrit des articles dans divers journaux, dont le quotidien arabophone Asharq al-Awsat, il fonde son propre hebdomadaire, Al Mustaquilla (L'Indépendant) en 1993, le trimestriel The Diplomat en 1996, la chaîne de télévision Al Mustaquilla en 1999 et une seconde chaîne, Democracy, en 2005.
Jusqu'à sa démission en 1992, Hechmi Hamdi est membre du parti islamiste Ennahdha avant de devenir un allié du président tunisien déchu, Zine el-Abidine Ben Ali,, ce qu'il nie. Après la révolution, il fonde la Pétition populaire pour la liberté, la justice et le développement le 3 mars 2011 et utilise sa chaîne de télévision pour soutenir massivement la campagne de sa formation pour l'élection de l'assemblée constituante du 23 octobre 2011.
Alors que sa formation effectue une percée inattendue,, remportant 27 sièges, Ennahdha arrivée en tête du scrutin refuse toute négociation avec lui. À la suite de l'invalidation de ses listes dans six circonscriptions, principalement pour non-respect des délais de campagne officielle et pour avoir présenté d'anciens responsables du Rassemblement constitutionnel démocratique (RCD) de Ben Ali, lui faisant perdre huit élus au profit des autres listes, Hamdi annonce dans la foulée le retrait de ses autres listes avant de se rétracter en décidant de présenter des recours en vue de la réhabilitation de ses listes.
Il devient secrétaire général du Parti des conservateurs progressistes le 4 février 2012. Il annonce ensuite la création d'un nouveau parti, Tayar Al-Mahabba (Courant de l'amour), le 22 mai 2013. Le 6 mai 2014, il annonce sa candidature à l'élection présidentielle avant de se retirer le 27 octobre 2014 à la suite du résultat obtenu par son parti aux élections législatives. Il fait volte-face et retourne en Tunisie le 1er novembre 2014, après 18 ans d'exil, pour mener sa campagne électorale,. À l'issue du premier tour, il termine quatrième avec 5,75 % des voix.
De nouveau candidat lors de l'élection présidentielle de 2019, il est éliminé dès le premier tour.

## Positionnement
Selon Nizar Bahloul, la montée de Hamdi s'inscrit dans la volonté de l'État saoudien d'occuper une place dans la nouvelle configuration politique tunisienne. Dès lors, afin de se créer un réseau, il s'allie à des anciens membres du RCD du président déchu Ben Ali, qui en serait le maître d'œuvre, celui-ci entretenant de bonnes relations avec les princes saoudiens.
Après la publication des résultats de l'élection de l'assemblée constituante, Ennahdha accepte de s'allier avec toutes les forces politiques, sauf la Pétition populaire. En effet, le parti accuse Hechmi Hamdi de « trahison suprême » en raison du soutien apporté par des anciens du RCD et de l'adoption dans les années précédentes d'une ligne éditoriale favorable à Ben Ali. De plus, selon Slaheddine Jourchi, Hamdi avait publié dans sa thèse de doctorat des documents secrets du parti : « Il divulgue des documents secrets du mouvement que les services secrets du pays hôte exploitera à souhait ».
De plus, en 1999, Hamdi avait participé avec Rached Ghannouchi à un débat politique sur la chaîne Al Jazeera pendant lequel il appuya le président Ben Ali.